# Xylosma bernardianum
Xylosma bernardianum är en videväxtart som beskrevs av Herman Otto Sleumer. Xylosma bernardianum ingår i släktet Xylosma och familjen videväxter. Inga underarter finns listade i Catalogue of Life.